# ان‌اس سلوشنز
ان‌اس سلوشنز (انگلیسی: NS Solutions) شرکت فناوری اطلاعات ژاپنی است، که در سال ۱۹۸۰ تأسیس شد.